# King William
King William – jednostka osadnicza w Stanach Zjednoczonych, w stanie Wirginia, w hrabstwie King William.